# 미럄 푸흐너
미럄 푸흐너(독일어: Mirjam Puchner, 1992년 5월 18일~)는 오스트리아의 알파인 스키 선수이다. 2018년 동계 올림픽에서 단체전 은메달과 여자 활강 동메달을 획득했다.

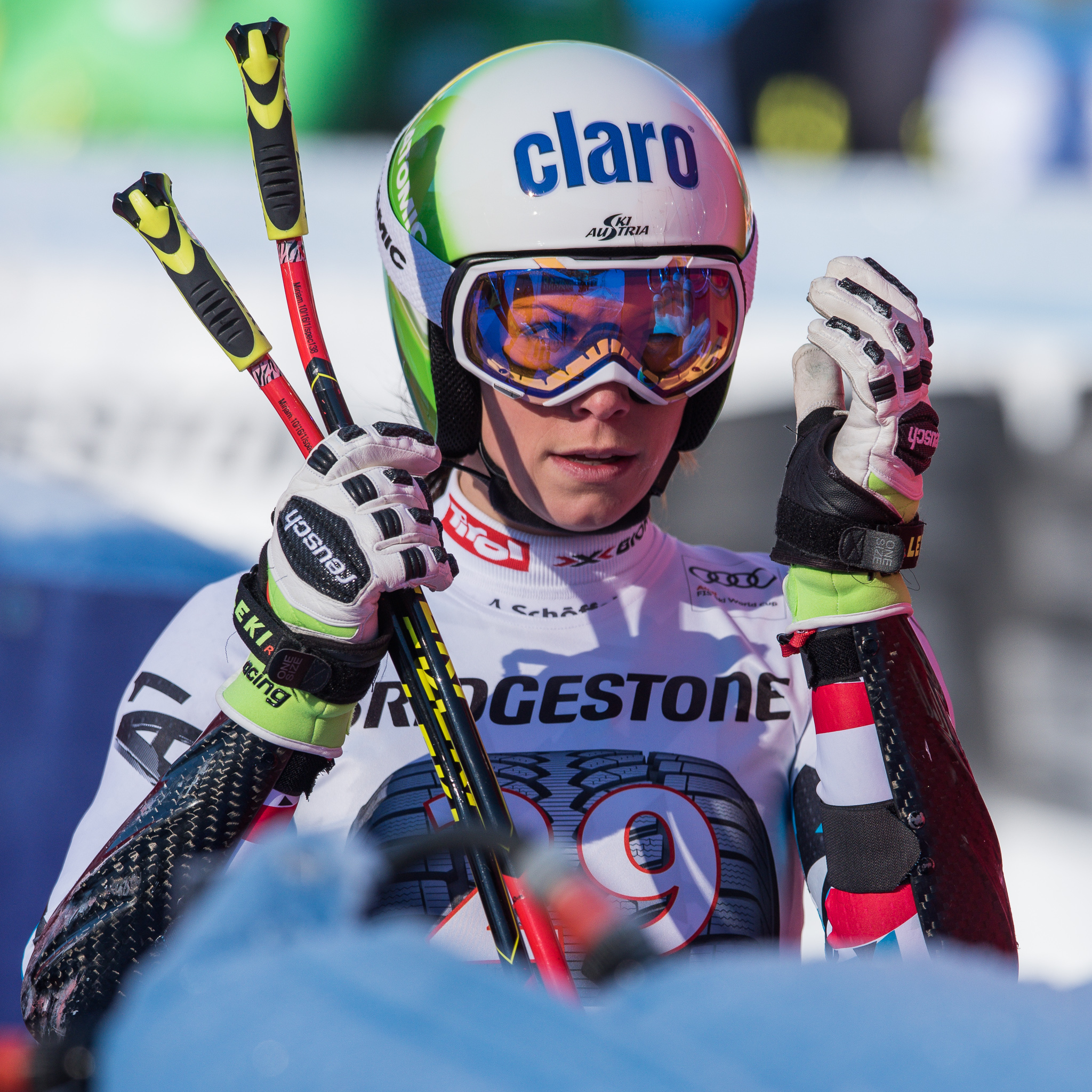
2017년 가르미슈파르텐키르헨 월드컵 당시의 푸흐너